# Roman Maria Koidl
Roman Maria Koidl (* 1967 in Troisdorf) ist ein österreichischer Unternehmer, Kunsthändler und Autor.

## Leben und Wirken
Koidls Mutter stammt aus dem Rheinland, sein Vater ist Österreicher. Koidl war Ende der 1980er Jahre unter anderem Chef vom Dienst bei Antenne Bayern. 1990 trat er als  Assistant Consultant bei Gruber, Titze & Partner/Cap Gemini Ernst & Young ein, wo er als Unternehmensberater für Marketing und Vertrieb beschäftigt war.
Koidl gründete in den 1990er Jahren verschiedene Unternehmen in Frankfurt am Main: 1993 die Koidl & Cie. Management Consultants GmbH, 1996 die Coffeeshop-Kette World Coffee Convenience Stores GmbH und 1997 die Koidl & Cie. Market Information GmbH. In der Frankfurter Börsenstraße wurde der erste World Coffee Shop eröffnet. Im Dezember 1999 verkaufte er seinen Mehrheitsgesellschaftsanteil mit 28 Coffeeshops an die Rösterei Machwitz GmbH, Hannover sowie die Beteiligungsgesellschaften 3i und Brandenburg Capital. 
Rückwirkend zum 1. Januar 2000 kaufte er über die Koidl & Cie. Holding AG die Filialen der traditionsreichen, aber insolventen Konfiseriekette MOST Chocolat. Zeitweise betrieb er 120 Ladenlokale mit 800 Mitarbeitern. 2002 beantragte Koidl für die Filialkette Insolvenz. 2003 erwarb er den Namen der ehemaligen Firma Most Chocolate erneut. 
Er ist Autor von Sachbüchern und Romanen, darunter der Titel Scheißkerle – Warum es immer die Falschen sind, der sich mit der Frage beschäftigt, warum attraktive Frauen im besten Alter das Gefühl haben, an den falschen Mann zu geraten.
Im Jahr 2012 war er als sogenannter „Online-Berater“ für den SPD-Kanzlerkandidaten Peer Steinbrück eingeplant, musste aber nach knapp einem Monat Tätigkeit – zwei Tage nach der nachträglichen öffentlichen Verkündung – wegen einer früheren Tätigkeit für einen US-Investmentfonds wieder gehen.
Koidl lebt in Zürich und schrieb von März 2013 bis April 2014 eine Kolumne für das Schweizer Boulevardblatt Blick.
Koidl ist Gründer des Online-Marktplatzes fineartmultiple für zeitgenössische Kunst sowie Gründer und CEO der eClear AG (vormals ClearVAT AG), welche die automatisierte Berechnung, Einzug und Abfuhr von Umsatzsteuern für E-Commerce-Händler übernimmt.

## Kunsthalle Koidl
2008 eröffnete in Berlin-Charlottenburg sein privater Kunstraum Kunsthalle Koidl, deren Geschäftsführer er auch ist, mit der Ausstellung MOVES – Sammlung Dresdner Bank. Die Kunsthalle Koidl befindet sich im dafür sanierten Bau des ehemaligen Umspannwerks von Richard Brademann (1928) an der Gervinusstraße.

### Ausstellungen
- 2014/15 „ARS MULTIPLICATA 14“,kuratiert von Dr. Nina Koidl
- 2011/2012 Ausstellungs- und Veranstaltungsreihe Roots & Echoes mit den Künstlern Andy Hope 1930 (früher Andreas Hofer), Olaf Holzapfel, Gregor Hildebrandt, Tim Eitel, Ruprecht von Kaufmann, Alicja Kwade, Thomas Rentmeister u. a.
- 2010 Berliner Bilder, Werke aus den Sammlungen Berliner Bank und Deutsche Bank
- 2010 Robert Wilson Video Portraits – A Collectors View, Watermill Foundation
- 2009 Mark Morrisroe – Blick ins Archiv, Werke aus der Sammlung Ringier
- 2008 Moves, Sammlung der Dresdner Bank mit Kunst des 20. Jahrhunderts

## Publikationen
- Exhibition marketing – the relationship between industry and the museums. In: Museum Management and Curatorship. Vol. 10, Nr. 2, 1991, ISSN 0260-4779, S. 153–160 (mit Elmar Zorn)
- Radio Business. Das Unternehmen Radiostation erfolgreich führen. Manz, Wien 1995, ISBN 3-214-06495-9
- Convenience-Stores. Handelsform der Zukunft. Praxis, Konzepte, Hintergründe. Dt. Fachverlag, Frankfurt am Main 1997, ISBN 3-87150-492-0 (mit Sarah Auer)
- Convenience in Deutschland. Ein Missverständnis? In: Torsten Tomczak u. a. (Hrsg.): Alternative Vertriebswege. Factory Outlet Center, Convenience Stores, Direct Distribution, Multi Level Marketing, Electronic Commerce, Smart Shopping. Schäffer-Poeschel, Stuttgart 1999, ISBN 3-7910-1551-6, S. 194–201
- Scheißkerle. Warum es immer die Falschen sind. Hoffmann und Campe, Hamburg 2010, ISBN 978-3-455-50154-4
- Blender. Warum immer die Falschen Karriere machen. Hoffmann und Campe, Hamburg 2012, ISBN 978-3-455-50218-3
- WebAttack. Der Staat als Stalker. Ein Besinnungsaufsatz. Goldmann, München 2013, ISBN 978-3-442-17473-7
- Warum wir Irre wählen. Hoffmann und Campe, Hamburg 2017, ISBN 978-3-455-00249-2